# Gresie (ceramică)
Gresia este un material ceramic deosebit de versatil, folosit în mod extensiv atât în olărie, cât și în construcții pentru realizarea de plăci ceramice. Se caracterizează prin durabilitatea sa și este cunoscută pentru proprietățile sale de rezistență la apă și abraziune.

## Istoric
Gresia a fost utilizată pentru prima dată în antichitate, fiind folosită în diverse culturi pentru producerea unor obiecte cum ar fi vase, jucării și alte bunuri. Din punct de vedere tehnic, acest material este produs prin arderea argilei la temperaturi foarte ridicate, ceea ce îi conferă durabilitatea.
În timpul Evului Mediu, gresia a devenit un material popular în construcții, fiind utilizată în mod frecvent pentru pardoseli și fațadele clădirilor. În perioada Renașterii, artiștii au început să utilizeze gresie pentru a crea opere de artă detaliate.

## Proprietăți
Gresia este cunoscută pentru durabilitatea sa, fiind capabilă să reziste la condiții de uzură intensă fără a se deteriora. De asemenea, este foarte rezistentă la apă, făcând-o o alegere populară pentru băi și bucătării.
Gresia poate fi produsă într-o varietate de culori și modele, oferind o flexibilitate deosebită în termeni de design. În plus, aceasta poate fi glazurată sau netedă, permițând o varietate de finisaje.

## Utilizări
În zilele noastre, gresia este utilizată într-o multitudine de aplicații. În industria construcțiilor, este folosită pentru pardoseli, pereți și fațade. În domeniul olăriei, gresia este folosită pentru a crea o gamă largă de obiecte, de la vase de flori la sculpturi de artă.

## Diferența între gresie și faianță
Gresia și faianța sunt două tipuri de materiale ceramice frecvent utilizate în amenajarea spațiilor casnice sau comerciale. Deși la prima vedere pot părea similare, există diferențe semnificative între ele, care determină locurile și modul în care acestea sunt utilizate.

### Gresia

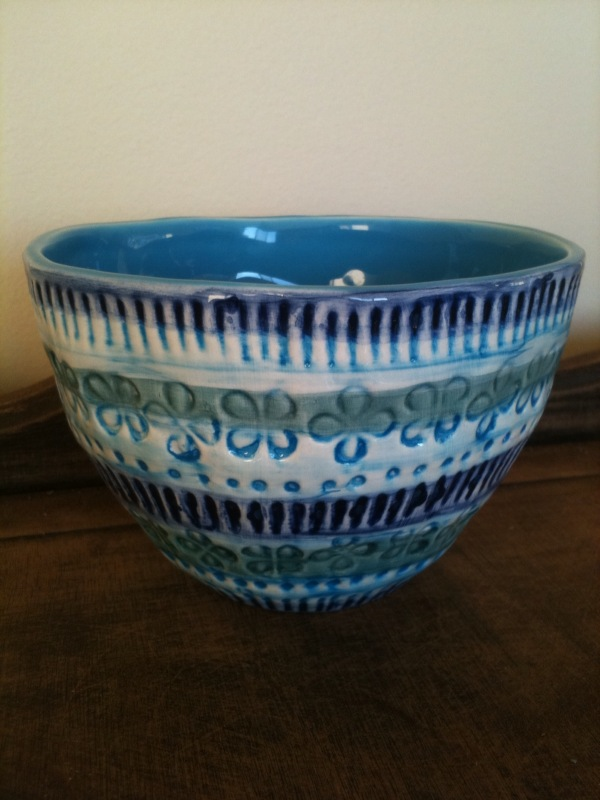
Bol făcut din gresie în Portugalia, 2008

Gresia este un tip de placă ceramică care este extrem de rezistentă și durabilă. Este de obicei folosită pentru pavarea pardoselilor datorită rezistenței sale la uzură și la tracțiune. Gresia este fabricată la temperaturi foarte ridicate, ceea ce îi conferă această rezistență. Este disponibilă într-o varietate de culori și stiluri, fiind potrivită pentru a se potrivi cu orice design interior sau exterior.

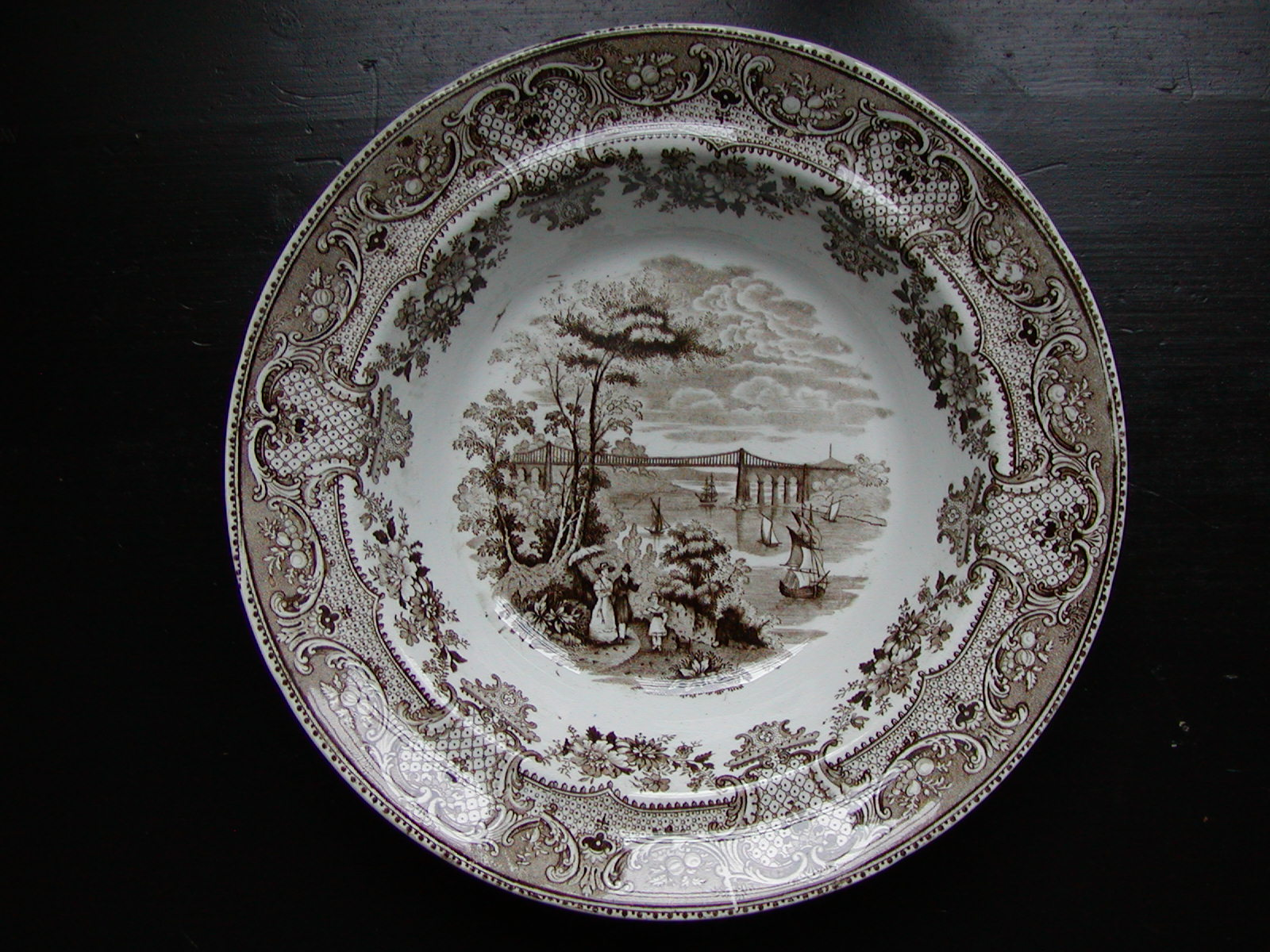
Farfurie din gresie produsă în anii 1850 în Staffordshire, imprimată cu cupru

### Faianța
Faianța, pe de altă parte, este un tip de placă ceramică mai puțin rezistentă, dar cu un aspect mai estetic. Este frecvent utilizată pentru a acoperi pereții în băi și bucătării datorită rezistenței sale la apă și ușurinței de curățare. Faianța este produsă la temperaturi mai scăzute decât gresia și, de obicei, are o glazură lucioasă care adaugă un element decorativ suplimentar.

### Deci, care sunt diferențele principale?
În afară de aspectul și modul de utilizare diferit, gresia și faianța se deosebesc prin densitate și prin rata de absorbție a apei. Gresia este mai densă și mai grea, deci este mai indicată pentru spații cu trafic mare, cum ar fi bucătăriile sau holurile.
În ceea ce privește absorbția apei, gresia se descurcă mai bine decât faianța. Acest lucru înseamnă că gresia este ideală pentru spații umede, cum ar fi băile sau bucătăriile, în timp ce faianța se recomandă mai degrabă pentru zone uscate.
În final, ambele materiale se găsesc într-o gamă largă de culori și modele, însă faianța oferă mai multe posibilități de stil, datorită glazurii lucioase pe care o are.